# دی‌بی‌فوراو
دی‌بی‌فوراو (به انگلیسی: DB4O) database for objects)) یک سامانه مدیریت پایگاه داده‌های شیءگرا می‌باشد. این نرم‌افزار منبع‌باز و تحت اجازه‌نامهٔ عمومی همگانی گنو (نسخهٔ ۲) است. این کتابخانه را می‌توان به‌صورت جاسازی‌شده یا به‌صورت شبکه‌ای در دو سکوی جاوا و دات‌نت مورد استفاده قرار داد.
به صورت کلی از زبان های برنامه نویسی نیز می توان اطلاعاتی یافت.